# 포도당 1,6-이중인산
포도당 1,6-이중인산(영어: glucose 1,6-bisphosphate) 또는 포도당 1,6-비스인산은 포도당 1-인산의 유도체이다. 글리코젠 합성 대사 경로에서 포도당 1,6-이중인산은 포도당 1,6-이중인산 생성효소에 의해 포도당 6-인산이 포도당 1-인산으로 전환되는 과정의 대사 중간생성물이다.

## 같이 보기
- 포도당
- 포도당 1-인산
- 포도당 6-인산
- 글리코젠 합성
- 포도당 1,6-이중인산 생성효소